# Raúl Blanco Juncal
Raúl Blanco Juncal (Moaña, Pontevedra, 31 de julio de 2001), más conocido como Raúl Blanco, es un futbolista español que juega de delantero y actualmente pertenece a la plantilla del Racing Club de Ferrol de la Segunda División de España.

## Trayectoria
Nacido en Moaña, Pontevedra, es un jugador formado en la cantera del Real Club Celta de Vigo con el que debutó en la Segunda División B en las filas del Real Club Celta de Vigo Fortuna durante la temporada 2020-21.
En la temporada 2021-22, firma por el Club Deportivo Arenteiro de la Segunda Federación, en calidad de cedido por una temporada.
En la temporada 2022-23, regresa a las filas del Real Club Celta de Vigo Fortuna de la Primera Federación, en el que jugaría durante dos temporadas más, anotando 11 goles en la temporada 2023-24.
El 4 de julio de 2024, firma por el Casa Pia Atlético Clube de la Primeira Liga.
El 9 de enero de 2025, firma por el Racing Club de Ferrol de la Segunda División de España, cedido por el Casa Pia Atlético Clube.

### Vida personal
Es primo del futbolista Iago Aspas.